# Виктор Пељевин
Виктор Олегович Пељевин (рус. Виктор Олегович Пелевин; Москва, 22. новембар 1962) је савремени руски писац.

## Биографија
Након више школе Пељевин је добио диплому електромеханичког инжењера, након чега је похађао семинаре креативног писања. Неколико година радио је као уредник магазина Наука и религија где је покретао теме попут источног мистицизма.
Његова прва прича Чаробњак Игнат и људи (рус. Колдун Игнат и люди) објављена је 1989. године, а у следеће три године његове приче су се појављивале у разним магазинима. Године 1992. изашла је његова збирка прича за коју је добио прву награду.
Ретко даје интервјуе, а и када се појави у медијима радије говори о природи ума него о свом писању. Књиге Пељевина су переведене на све основне светске језике, укључујући јапански и кинески.
French Magazine је укључио Виктора Пељевина у списак 1000 најзначајнијих савремених стваралаца светске културе.

## Најзначајнија дела

### Романи
- Омон Ра (1992)
- Живот инсеката / Жизнь насекомых (1993)
- Чапајев и Празнина / Чапаев и Пустота (1996)
- Генерација „П“ / Generation „П" (1999)
- Бројеви / Числа (2004)
- Света књига вукодлака/ Священная Книга Оборотня (2005)
- Шлем ужаса / Шлем ужаса (2005)
- Царство В / Ампир В (2006)
- т (2009)
- Сок од ананаса за дивну даму / Ананасная вода для прекрасной дамы (2011).
- S.N.U.F.F. (2011)
- Бетмен Аполо / Бэтман Аполло (2013)
- Љубав за три цукербрина / Любовь к трём цукербринам (2014)
- Посматрач / Смотритель (2015)

### Есеји, кратке приче
- Затворник и Шестопрсти / Затворник и Шестипалый (1990)
- Принц централног планирања / Принц Госплана (1992)
- Жута стрела / Желтая стрела (1993)
- Плава Лампа (1991)
- П5: Опроштајне песме политичких пигмеја Пиндостана / П5: прощальные песни политических пигмеев Пиндостана (2008)

## Екранизације
- "", екранизација романа Generation П.
- "" Архивирано на веб-сајту  (23. јануар 2009), екранизација романа Чепаејв и Празнина.
- А Хули, екранизација романа Света књига вукодлака
- Ништа страшно, краткометражни филм, екранизација приче Плава лампа